# Wörnitz
Râul Woernitz este cel mai nordic afluent al Dunării din Bavaria, Germania.  El are lungimea de 132,5 km, izvorăște din Bavaria de vest „Frankenhöhe” lângă Schillingsfürst, curge prin localitățile Wörnitz,  Dinkelsbühl,  Auhausen și la Donauwörth se varsă în Dunăre.